# Beffroi d'Armentières
Le beffroi de l'hôtel de ville d'Armentières  est situé dans le département du Nord à Armentières. Monument emblématique, il a été admis en 2005 au patrimoine mondial de l'UNESCO parmi une liste de 23 beffrois de Belgique et de France.
L'hôtel de ville - dont le beffroi - fait l'objet d'une inscription au titre des monuments historiques depuis le 4 mars 2002.

## Histoire
D'abord construit au Moyen Âge, le beffroi d'Armentières est détruit sur ordre de Louis XI, avant d'être rebâti en 1510. Il est ensuite intégré à l'hôtel de ville en 1724, à l'issue d'importants travaux entrepris par les échevins. Le beffroi constitue alors un symbole extérieur de puissance et de prospérité.
De nouveau détruit en 1918 lors de la Première Guerre mondiale, la mairie et le beffroi d'Armentières sont entièrement reconstruits par l'architecte Louis Marie Cordonnier à partir de 1925. Le nouvel édifice est inauguré en 1934, après neuf années de travaux.

## Architecture
De style néo-flamand, le beffroi d'Armentières porte également des traces de son histoire médiévale. Réalisé en pierre blanche et en brique, il culmine à une hauteur de 67 mètres et offre une vue panoramique des environs jusqu'à 30 kilomètres à la ronde.

## Carillon
Un escalier en bois de 96 marches permet d'accéder au carillon, constitué de 11 cloches, dont notamment une grosse cloche de bronze pesant 1 220 kg. Il fait résonner chaque heure l'air de Quand Madelon....

## Média
L'image du beffroi d'Armentières est utilisée pour une publicité Oasis en 2013